# UFC Fight Night: Błachowicz vs. Jacaré
UFC Fight Night: Błachowicz vs. Jacaré (también conocido como UFC on ESPN+ 22 o UFC Fight Night 164) fue un evento de artes marciales mixtas producido por Ultimate Fighting Championship que se llevó a cabo el 16 de noviembre de 2019 en el Ginásio do Ibirapuera de São Paulo, Brasil.

## Historia
El evento estelar contó con una pelea de peso semipesado entre el excampeón de peso semipesado de KSW, Jan Błachowicz, y el excampeón de peso mediano de Strikeforce, Ronaldo Souza.
Una pelea de peso semipesado entre Antônio Rogério Nogueira y Trevor Smith estaba programada para el evento. Sin embargo, Nogueira se vio obligada a retirarse del evento debido a una lesión, lo que resultó en la cancelación del combate. Ahora se espera que Smith se enfrente a Makhmud Muradov en UFC on ESPN: Overeem vs. Rozenstruik.
Se esperaba que Leah Letson se enfrentara a Duda Santana en el evento. Sin embargo, Letson fue retirado de la pelea a fines de septiembre por razones no reveladas. Se esperaba que Santana se enfrentara a la recién llegada Tracy Cortez. Sin embargo, Santana se retiró del combate y fue reemplazada por Vanessa Melo.
Kevin Holland estaba programado para enfrentar al recién llegado Antonio Arroyo en el evento. Sin embargo, los oficiales de promoción eligieron eliminar a Holland del combate a favor de un enfrentamiento un mes antes en UFC on ESPN: Reyes vs. Weidman. A su vez, se habló de Trevin Giles y Alessio Di Chirico como reemplazos para enfrentar a Arroyo. En cambio, Arroyo peleó finalmente contra el recién llegado Andre Muniz.
Una pelea de peso mediano entre Markus Pérez y Jack Marshman estaba programada para el evento. Sin embargo, Marshman fue retirado del evento por una razón no revelada y fue reemplazado por Wellington Turman.
Sam Alvey estaba programado para enfrentarse al excampeón de peso semipesado de UFC, Maurício Rua. Sin embargo, Alvey fue retirado de la pelea el 25 de octubre debido a una fractura en la mano. En cambio, Rua peleó contra Paul Craig.
Un combate de peso mosca entre la excampeona de peso mosca femenino de KSW, Ariane Lipski y Priscila Cachoeira estaba programado para el evento. Sin embargo, tras dar positivo por un diurético y ser retirada del evento, Cachoeira fue reemplazada por Veronica Macedo. A su vez, Macedo no fue autorizada a pelear por la CABMMA debido a fuertes dolores de cabeza un día antes del evento y fue reemplazada por la recién llegada Isabella de Pádua. En los pesajes, de Pádua pesaba 130.5 libras, 4.5 libras por encima del límite de peso mosca de 126 en peleas no titulares. La pelea se llevó a cabo en un peso acordado. Como resultado de la pérdida de peso, de Pádua recibió una multa del 30% de su pago, que recibió Lipski.

## Premios extra
Los siguientes peleadores recibieron $50,000 en bonos:
- Pelea de la Noche: No acordado
- Actuación de la Noche: Charles Oliveira, James Krause, Ricardo Ramos y Randy Brown